# Johann Nepomuk Fuchs
Johann Nepomuk Fuchs (Frauental an der Laßnitz, 5 maggio 1842 – Bad Vöslau, 15 ottobre 1899) è stato un compositore e direttore d'orchestra austriaco, fratello di Robert Fuchs.

## Biografia
Fuchs diresse a Bratislava, Brno, Colonia, Amburgo e Lipsia, prima di essere nominato direttore d'orchestra alla Wiener Hofoper nel 1880 e vice direttore nel 1894. Nel 1888, passò ad insegnare presso l'Universität für Musik und darstellende Kunst Wien, dove uno dei suoi studenti di composizione fu Alexander von Zemlinsky; divenne direttore dello stesso conservatorio cinque anni più tardi, nel 1893. 
Fuchs compose opere e musiche di scena. Arrangiò anche opere di Christoph Willibald Gluck, George Frideric Handel e Franz Schubert, e fu consulente di Breitkopf & Härtel nella pubblicazione dello Schubert-Gesamtausgabe (Opera Omnia di Schubert).